# Rajasthan Roots
Rajasthan Roots es una banda de músicos indios, intérpretes de la música popular del estado de Rajasthan. Además son creadores estilo musical popular contemporánea.
Utilizan diversos instrumentos musicales, como Morchang (arpa judía), Khurtal (castañuelas), Algoza (Pungi), Khamaicha (instrumento de cuerda frotada), Nagara, Nagara, Khol, Ektara, Bansuri, Tabla, Tambura y armónico. Esta banda está integrada por  Aditya Bhasin, Nathoo Lal, Bismillah Khan y Kutle Khanap, ambos músicos se presentaron un programa de televisión llamado The Dewarists.  Grabaron un tema musical titulado "Changing World", que fue grabado en Jaisalmer, Rajasthan, junto a Shri y Monica Dogra. 